# Leonard Gyllenhaal
Leonard Gyllenhaal  (Bråttensby, Älvsborg; 3 de diciembre de 1752 - Provincia de Skaraborg; 13 de mayo de 1840) fue un militar y entomólogo sueco.

## Estudios
Hijo de un oficial, Leonard formaba parte de la pequeña nobleza sueca. Prosigue sus estudios en Skara donde frecuenta el futuro poeta Johan Henric Kellgren (1751-1795), los futuros naturalistas Anders Dahl (1751-1789), Adam Afzelius (1750-1837) y su hermano el futuro químico Johan (1753-1837), y con que hace excursiones naturalistas. Como sus amigos, estudia en la universidad de Uppsala cerca de Carlos de Linneo (1707-1778).

## Carrera militar
No permanece en Upsala más que un solo trimestre y se enlista en el ejército en 1769, siguiendo la tradición familiar. Sirve primeramente en un regimiento de caballería (Adelsfanan) antes de ser transferido al regimiento de Cuerpo de Guardias). Mantiene una correspondencia regular con Linneo y continua estudiando historia natural por sus medios.
Gyllenhaal deja el ejército en 1799 con el rango de major. Pero como no cumplió todo su tiempo, tiene que volver al Cuerpo de Guardias de vez en cuando. Durando el resto de su tiempo, trabaja en las propiedades de su padre en la parroquia de Norra Vånga en Gothie occidental, que dirige en 1784. Desarrolla sus propiedades e introduce cultivos de nuevas especies como el maíz de América.

## Carrera de entomólogo
Su primer interés es, desde su juventud, la entomología. Su colección, ya en 1775, es rica con más de 1.300 especies de coleópteros del Götaland. Realiza un museo de entomologie privado y una biblioteca a Höberg que nombra la casa de la mosca. A su muerte, su colección de 400 cajas de insectos se legaría a la Academia Real de las Ciencias de Suecia. Hoy, se halla preservada en el Museo de Zoología de la Universidad de Upsala.
Su principal publicación Insecta Suecica (1808) describe insectos de Suecia. Fue recompensado con una medalla de oro por la Academia de Suecia. La Sociedad Entomológica de Francia lo elige miembro honorario. Fue partidario de las tesis de Emanuel Swedenborg (1688-1772), contribuyendo a la edición y la difusión de sus escritos.

## Publicaciones
- Nova acta regiae societatis scientiarum Upsaliensis (1799)

- Insecta suecica (1808)[2]

## Descendencia
Leonard Gyllenhaal tuvo como descendientes conocidos, al director de cine estadounidense Stephen Gyllenhaal, y sus hijos, dos actores, Jake Gyllenhaal y Maggie Gyllenhaal.

## Abreviatura (zoología)
La abreviatura Gyllenhaal  se emplea para indicar a Leonard Gyllenhaal como autoridad en la descripción y taxonomía en zoología.

## Fuente y referencias
- Biografía en sueco

1. ↑  Leonard Gyllenhaal
2. ↑  Gyllenhaal, Leonard (1808). Insecta Svecica descripta a Leonardo Gyllenhal. Classis I, Coleoptera sive Eleuterata. Scaris [Skara, Sweden] : Litteris F.J. Leverentz. Consultado el 4 de diciembre de 2023.
3. ↑  Gyllenhaal habla sobre su nombre 'ridículo' YouTube